# Pre Heat
Pre Heat (engl. für vorwärmen, vorheizen, vorglühen) ist ein Begriff aus der Lichttechnik.
Er beschreibt: 
- den Zustand einer Glühlampe mit permanentem Stromfluss knapp unterhalb einer beginnenden Lichtabgabe ({\displaystyle I_{\mathrm {PreHeat} }\ll I_{\mathrm {Nenn} }}). Wegen der Kaltleitereigenschaft wird die Temperaturdifferenz zwischen ein und aus verringert und damit im eigentlichen Einschaltmoment der Einschaltstromstoß vermindert. Dadurch wird der Glühfaden geschont und dessen Lebensdauer erhöht.

- das Vorwärmen einer Leuchtstofflampe, um die Anheizzeit im Startmoment zu verringern und gleichzeitig das Leuchtmittel zu schonen. Das Leuchtmittel wird dabei von der integrierten Wendelheizung erwärmt. Das „Andimmen“ einer Entladungslampe war mit induktiven Vorschaltgeräten nicht möglich. Durch die Verwendung von EVGs ist ein Dimmbetrieb inzwischen realisierbar.

Die Verwendung eines Pre Heat wirkt sich positiv auf die Lebenserwartung einer Lampe aus, verkürzt die Zeit bis zur vollen Lichtabgabe und verringert bei Glühlampen den hohen Einschaltstromstoß vom bis zu 15-fachen des Nennstromes auf etwa das 1,5- bis 4-fache. Erkauft wird das durch permanenten Stromverbrauch, auch wenn die Lampe (scheinbar) ausgeschaltet ist.